# Juan Riedinger
Juan Riedinger (Banff, 27 de fevereiro de 1981) é um ator canadense, conhecido pela participação na série Narcos.